# Gilles Grangier
Gilles Grangier, (Parijs, 5 mei 1911 - Suresnes, 27 april 1996) was een Franse filmregisseur. 
Hij verwezenlijkte, alleen al voor het grote scherm, meer dan 50 films. In de jaren vijftig, zijn meest productieve periode, nam hij de regie van 23 films op zich.  

## Leven en werk

### De beginjaren in de filmwereld
Gilles Grangier ging zichzelf spontaan voorstellen aan de Paramountstudio's in Joinville waar hij als figurant debuteerde. In 1936 greep hij zijn kans wanneer Georges Lacombe hem aannam als assistent voor de opname van zijn film Le Cœur dispose.
Hij werd door zijn vriend, de acteur Noël-Noël, aanbevolen bij de filmproducenten en zo kon hij in 1943 zijn eerste langspeelfilm Adémaï bandit d'honneur draaien. Zijn debuut kreeg heel wat bijval en al gauw werd Grangier een succesrijk regisseur. 

### 1954-1965: de glorieperiode
Zijn grootste kassuccessen waren de populaire komedies La Cuisine au beurre (1963), Archimède le clochard (1959) en Les Vieux de la vieille (naar René Fallet, 1960).
Hij probeerde ook drama en misdaadfilm met succes uit. Meestal spelen zijn films zich in het dagelijkse leven af, ze schetsen de zeden, de gewoontes en de levensomstandigheden op een realistische manier. Ze vormen echte sociologische documenten over de jaren vijftig en zestig in Frankrijk.
Tot zijn beste werk behoren de sfeervolle verfilmingen van politieromans (of scenario's) van Georges Simenon (Le Sang à la tête, 1956, naar Le Fils Cardinaud) en Maigret voit rouge, 1963, naar Maigret, Lognon et les Gangsters), van Albert Simonin (Le cave se rebiffe, 1961 en Le Gentleman d'Epsom, 1962) en van Auguste Le Breton (Le rouge est mis, 1957). Vermeldenswaardig zijn ook de politiedrama's Gas-oil (1955) en Le Désordre et la Nuit (1958), de dramatische film Danger de mort (misschien wel zijn meest geslaagde film, naar Charles Exbrayat, 1947) en de dramatische komedie L'Âge ingrat (een van de eerste scenario's van Pascal Jardin, 1964).

### Vruchtbare samenwerkingen
Grangier is de cineast die het vaakst met Jean Gabin samengewerkt heeft. Ze hebben 12 films op hun actief. Voor zijn vertolking in Archimède le clochard ontving Gabin de Zilveren Beer voor Beste Acteur op het 9e Internationaal filmfestival van Berlijn. Andere grote namen als Bourvil, Fernandel, Lino Ventura, Paul Frankeur, François Périer en Arletty werkten meermaals onder zijn regie en werden heel dikwijls vrienden voor het leven.
Michel Audiard was zijn belangrijkste scenarioschrijver. Ze waren prominente vertegenwoordigers van de cinéma de papa, een succesrijke, traditionele filmstroming waarvan de Nouvelle Vague vanaf het einde van de jaren vijftig de oubolligheid op de korrel nam. 
Jacques Deray, die later bekendheid zal verwerven met films als La Piscine (1969) en Borsalino (1970) leerde het vak als assistent onder meer bij Grangier.

### Jaren zeventig en tachtig: televisie
In de jaren zeventig en de prille jaren tachtig ging Grangier meer en meer voor de televisie werken. Deux ans de vacances, een miniserie (1974) naar het werk van Jules Verne was een succesvol voorbeeld dat in het Frankrijk van de jaren zeventig cultstatus verwierf.

### Memoires
In 1977 schreef Grangier zijn memoires onder de titel Flash-Back. Het zijn autobiografisch getinte geschriften waar hij zo veel mogelijk bescheiden op de achtergrond bleef om voorrang te geven aan 'zijn' vele acteurs en andere medewerkers. Via vele kleine anekdotes deed hij hen herleven in een bijwijlen nostalgische evocatie van een belangrijke periode in de Franse filmgeschiedenis.

## Filmografie (lange speelfilms)
- 1943 - Adémaï bandit d'honneur
- 1945 - Le Cavalier noir
- 1946 - Leçon de conduite
- 1946 - L'Aventure de Cabassou
- 1946 - Trente et quarante
- 1947 - Histoire de chanter
- 1947 - Rendez-vous à Paris
- 1947 - Danger de mort
- 1948 - Par la fenêtre
- 1948 - Femme sans passé
- 1949 - Au p'tit zouave
- 1949 - Jo-la-Romance
- 1950 - Amour et compagnie
- 1950 - Amédée
- 1951 - Les femmes sont folles
- 1951 - L'Homme de joie
- 1951 - L'Amant de paille
- 1951 - Les petites Cardinal
- 1951 - Le plus joli péché du monde
- 1952 - L'Amour, Madame
- 1952 - Jupiter
- 1953 - Faites-moi confiance
- 1953 - Jeunes Mariés
- 1953 - La Vierge du Rhin
- 1954 - Poisson d'avril
- 1955 - Le Printemps, l'automne et l'amour
- 1955 - Gas-oil
- 1956 - Le Sang à la tête
- 1957 - Reproduction interdite (of Meurtre à Montmartre)
- 1957 - Le rouge est mis
- 1957 - Trois Jours à vivre
- 1958 - Échec au porteur
- 1958 - Le Désordre et la Nuit
- 1959 - Archimède le clochard
- 1959 - 125, rue Montmartre
- 1959 - Les Affreux (enkele scènes van de film van Marc Allégret)
- 1961 - Les Vieux de la vieille
- 1961 - Le Cave se rebiffe
- 1962 - Le Voyage à Biarritz
- 1962 - Le Gentleman d'Epsom
- 1963 - Maigret voit rouge
- 1963 - La Cuisine au beurre
- 1964 - L'Âge ingrat
- 1965 - Les Bons Vivants
- 1965 - Train d'enfer
- 1968 - Une cigarette pour un ingénu
- 1968 - Sous le signe du taureau
- 1968 - L'Homme à la Buick
- 1971 - Un cave
- 1974 - Gross Paris
- 1975 - Piratii din Pacific (samen met Sergiu Nicolaescu)
- 1975 - Insula comorilor (samen met Sergiu Nicolaescu)
- 1982 - Guillaume le conquérant
- 1985 - Brigade verte